# Nova Renascença
Nova Renascença foi um movimento cultural português, iniciado em 1974.
Fizeram parte deste movimento, escritores como José Augusto Seabra, Albano Dias Martins.
Deste movimento cultural, nasceu a revista Nova Renascença em 1980.